# Урусов, Сергей Семёнович
Князь Сергей Семёнович Уру́сов (3 августа 1827, Москва — 20 ноября 1897) — русский офицер, генерал-майор. Шахматист и автор пособий. Участник Крымской войны.

## Биография
Происходил из ярославской ветви княжеского рода Урусовых. Внук ярославского губернатора Н. С. Урусова, брат шахматиста-любителя Дмитрия Урусова. Жена — Татьяна Афанасьевна Нестерова — состояла в родстве с Натальей Гончаровой-Пушкиной. Родился в Петербурге, крещён был 19 августа 1827 года в Сергиевской церкви, крестник графа П. В. Орлова-Денисова и княгини Е. И. Урусовой.

Был офицером русской армии и участвовал в Крымской войне 1853—1856 годов. С 1855 года командовал Полтавским пехотным полком, во главе которого участвовал в героической Севастопольской обороне. В редкие моменты затишья Сергей Семёнович Урусов играл с офицерами по нескольку партий одновременно не глядя на доску. Во время обороны Севастополя познакомился с Львом Толстым. Их дружеские отношения продолжались до смерти. После войны, Лев Толстой часто посещал Урусова, который жил в селе Спас-Торбеево близ Троице-Сергиевой лавры. В письме к «Шведским поборникам мира» (1899 год) Лев Толстой описывает эпизод, связанный с С. Урусовым во время Крымской войны: 
Я помню, во время осады Севастополя я сидел у адъютанта Сакена, когда в приёмную вошёл князь С. С. Урусов, очень храбрый офицер, большой чудак и вместе с тем один из лучших европейских шахматных игроков того времени. Он сказал, что имеет дело до генерала. Через десять минут Урусов прошёл мимо нас с недовольным лицом. Провожавший его адъютант вернулся к нам и, смеясь, рассказал, по какому делу Урусов приходил к Сакену. Он приходил за тем, чтобы предложить вызов англичанам сыграть партию в шахматы на передовую траншею перед 5-м бастионом, несколько раз переходившую из рук в руки и стоившую уже нескольких сот жизней.
За отличие при обороне Севастополя Урусов был 24 июля 1855 года награждён орденом св. Георгия 4-й степени (№ 9615 по списку Григоровича — Степанова) и золотым оружием «За храбрость» (1856). В 1859 году С. Урусов вышел в отставку в чине генерал-майора, чтобы больше времени уделять занятиям шахматами. По мнению А. Костьева и И. Линдера, причиной отставки было происшествие в воинской части, которой командовал Урусов: он отдал команду к штыковой атаке, когда не названный по фамилии прибывший в часть с проверкой генерал из штаба ударил кого-то из младших офицеров.
По силе игры С. Урусов уступал в России лишь А. Д. Петрову, которому он проиграл со счётом 7,5:13,5 (+7-13=1). Во встречах с остальными соотечественниками преимущество было на стороне Урусова. Сильнейшего петербургского шахматиста И. С. Шумова Урусов побеждал в трёх матчах:8,5:4,5 (+7−3=3), 12:9 (+12−9=0) в 1854 году и 6,5:2,5 (+6−2=1) в 1859 году.
В 1862 году Санкт-Петербург посетил венгерский мастер Игнац Колиш, с которым С. Урусов сыграл четыре партии. Встреча закончилась вничью: 2:2 (+2−2). В 1866 году в Москве С. Урусов со счётом 3:2 (+2−1=2) нанёс поражение опытному немецкому мастеру Гиршфельду. Эти результаты показывают, что по классу игры С. Урусов занимал место в первом ряду зарубежных мастеров.
С. Л. Толстой вспоминал:
С. С. Урусов был учёный-математик… Он написал и напечатал на свой счет несколько томов по высшей математике, не имевших, однако, никакого успеха.
Тем не менее, в 1865 году он сделал в математическом обществе, членом которого был, сообщение «О проблеме коня».

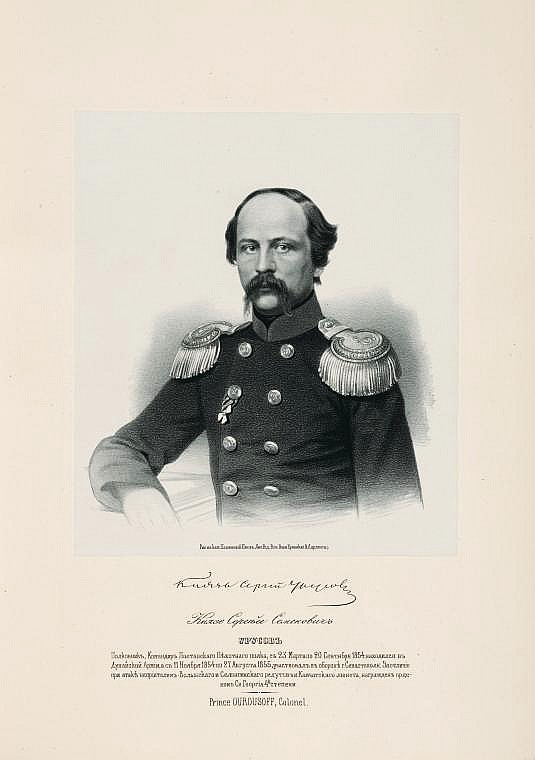
Полковник князь Урусов.

В 1878 году С. Урусов закончил свою шахматную карьеру. За время своего увлечения шахматной игрой, С. Урусов собрал богатую шахматную библиотеку, которую он подарил сыну Льва Толстого — Сергею.

## Творчество
Игру Урусова отличали солидные теоретические познания и хорошая техника игры в эндшпиле. С. Урусов обладал широкими познаниями в теории дебютов и немало времени уделял анализу. Своему любимому началу — шотландскому гамбиту он посвятил специальную статью в журнале «Шахцайтунг». Другая теоретическая работа С. Урусова касалась своеобразного и небезвыгодного для белых гамбита — 1.e4 e5 2.Cc4 Kf6 3.d4 ed 4.Kf3 (см. Дебют слона). Этот гамбитный вариант в дебюте слона назван его именем — «Гамбит Урусова».
Перу Урусова принадлежит «Руководство к изучению шахматной игры», публиковавшееся в «Шахматном листке» на протяжении 1859—1861 годов. Отдельной книгой оно не вышло.
Возможно, шахматист изображён на картине «Сам с собою, или Игра в шахматы» художника-передвижника Григория Мясоедова (1907), хранящейся в коллекции Музея шахмат в Москве.

## Спортивные результаты
| Год  | Город     | Соревнование                                                                 | +  | −  | = | Результат                           | Место |
| ---- | --------- | ---------------------------------------------------------------------------- | -- | -- | - | ----------------------------------- | ----- |
| 1852 | Москва    | Партии с московскими шахматистами (противники — И. В. Киреевский, Бин и др.) |    |    |   |                                     |       |
| 1853 | Петербург | Матч с А. Д. Петровым                                                        | 0  | 2  | 2 | 1 : 3                               |       |
|      | Петербург | Матч с И. С. Шумовым                                                         | 12 | 9  | 0 | 12 : 9, по другим данным — 11½ : 9½ |       |
| 1859 | Варшава   | Матч с А. Д. Петровым                                                        | 7  | 13 | 1 | 7½ : 13½                            |       |
|      | Петербург | Матч с И. С. Шумовым                                                         | 7  | 3  | 3 | 8½ : 4½                             |       |
|      | Петербург | Матч с И. С. Шумовым                                                         | 6  | 2  | 1 | 6½ : 2½                             |       |
| 1862 | Петербург | Матч с И. Колишем                                                            | 2  | 2  | 0 | 2 : 2                               |       |
| 1866 | Москва    | Матч с Ф. Гиршфельдом                                                        | 2  | 1  | 3 | 3½ : 2½                             |       |

## Партии С. С. Урусова
Урусов — Колиш
Испанская партия
1.е4 е5 2.Kf3 Kc6 3.Cb5 a6 4.Ca4 Kf6 5.0-0 Ce7 6.d4 ed 7.e5 Ke4 8.K:d4 K:d4 9.Ф:d4 Kc5 10.Kc3 0-0 11.Ce3 d6 12.Лad1 K:a4 13.Ф:а4 Cd7 14.Фе4 Сс6 15.Kd5 de 16.Ф:е5 Cd6 17.Фh5 Ле8 18.с4 Ле4 19.Лd4 Ле5 20.Фf3 Cc5 21.Лg4 C:e3 22.fe C:d5 23.Фg3 Фе7 24.Л:g7+ Kph8 25.cd Л:е3 26.Лg: f7 Л:g3 27.Л:е7 Лg7 28.Лff7 Лag8 29.Л:g7 Л:g7 30.Ле8+ Лg8 31.Л:g8+ Kp: g8 32.Kpf2 и белые, имея лишнюю пешку, легко добиваются победы.
С. Урусов — И. Шумов
Шотландский гамбит
1.е4 е5 2.Kf3 Kc6 3.d4 K:d4 4.K:d4 ed 5.Ф:d4 d6 6.Cc4 Kf6 7.Cg5 Ce7 8.Kc3 c6 9.0-0 0-0 10.Лad1 Ce6 11.Cd3 c5 12.Фа4 а6 13.е5 Kg4 14.C:e7 Ф:е7 15.ed Фd7 16.h3 Kf6 17.Ф:d7 C:d7 18.Ke4 K:e4 19.C:e4 Ла7 20.с4 Се6 21.b3 Лd8 22.f4 f5 23.Cf3 Лd7 24.Лfe1 Kpf7 25.Cd5 C:d5 26.Л:d5 b6 27.Л:f5+ Kpg6 28.Лd5 Kpf6 29.g4 g6 30.h4 Ла8 31.h5 Лad8 32.g5+ Kpf7 33.hg+ hg 34.Лed1 Kpe6 35.Kpg2 Л:d6 36.Л:d6+ Л:d6 37.Л:d6+ Kp: d6 38.Kpf3 Kpe7 39.Kpe4 Kpe6 40.a4 a5 41.f5+ gf+ 42.Kpf4 Kpf7 43.Kp: f5 Kp: g7 44.g6… в дальнейшем чёрные сдались на 47-м ходу.